# فرودگاه شهرستان برکلی

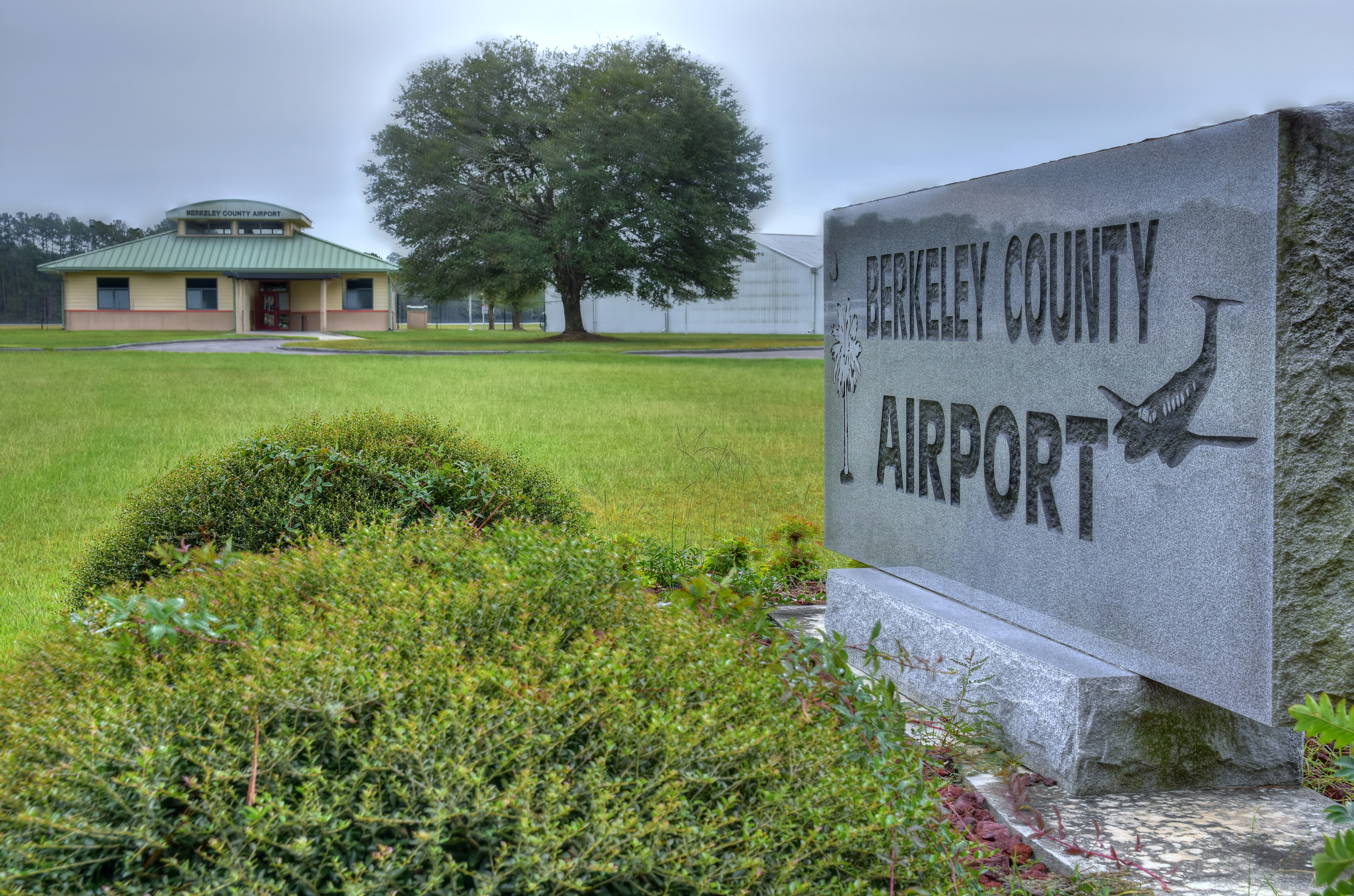
فرودگاه برکلی آمریکا

فرودگاه شهرستان برکلی (به انگلیسی: Berkeley County Airport) یک فرودگاه همگانی بهره‌برداری هوایی است که یک باند فرود آسفالت دارد و طول باند آن ۱۳۲۶ متر است. این فرودگاه در کشور ایالات متحده آمریکا قرار دارد و در ارتفاع ۲۲ متری از سطح دریا واقع شده‌است.